# Tautoneura ahmedi
Tautoneura ahmedi är en insektsart som beskrevs av Irena Dworakowska 1977. Tautoneura ahmedi ingår i släktet Tautoneura och familjen dvärgstritar. Inga underarter finns listade i Catalogue of Life.